# Craccracriccrecr
Craccracriccrecr è il sesto album in studio del gruppo musicale italiano Elio e le Storie Tese, pubblicato nel 1999. Si tratta del primo album senza la formazione storica del gruppo, poiché Feiez è scomparso prematuramente all'inizio delle registrazioni dell'album.

## Titolo
Interrogati più volte sulla spiegazione del titolo dell'album, il gruppo ha risposto che «è il rumore del loro corpo che cambia», facendo riferimento ad un brano dei Litfiba uscito poco tempo prima.

## Tracce
Testi di Elio, Rocco Tanica, Faso e Cesareo, eccetto "Che Felicità" scritto da Giorgio Bracardi e Bobbi Burs scritto da Feiez.
1. Craccracriccracker (T.V.U.M.D.B. reprise) – 0:30 (musica: Feiez)
2. Evviva (intro) – 1:10 (musica: Elio, Rocco Tanica)
3. La visione – 4:24 (musica: Faso, Tanica, Elio)
4. Il Rock and Roll – 7:30 (musica: Elio, Cesareo)
5. La bella canzone di una volta – 3:25 (musica: Tanica)
6. Che felicità – 5:10 (musica: Giorgio Bracardi, Tanica) – (Cantata da Giorgio Bracardi)
7. Farmacista – 3:52 (musica: Tanica, Cesareo)
8. Bobbi Burrs [Baby Birds] – 3:10 (testo: Feiez)
9. Nudo e senza cacchio – 4:07 (musica: Cesareo, Tanica)
10. Mustasì – 3:30 (musica: Tanica, Meyer, Faso, Elio, Cesareo)
11. Beatles, Rolling Stones e Bob Dylan – 4:13 (musica: Elio)
12. Caro 2000 – 4:06 (musica: Tanica)
13. Bacio – 4:02 (musica: Cesareo)
14. Sogno o son desktop – 4:42 (musica: Tanica)
15. Discomusic – 5:31 (musica: Faso, Tanica)
16. Bis – 10:30 (musica: Cesareo, Elio, Tanica)

## Brani musicali
- Craccracriccracker: questo brano è una riproduzione dell'assolo di sax di Feiez in T.V.U.M.D.B., tratto dall'album Eat the Phikis, in ricordo dell'artista scomparso pochi mesi prima.
- Evviva: dal gruppo è stata definita più volte, durante i concerti, la tipica marcetta italiana. Scritta da Elio e Rocco Tanica, è il rifacimento di una filastrocca per bambini, che iniziava con la frase "Quel figlio di pu...lcinella" e che giocava su parole volgari accennate e mai pronunciate per intero.
- La visione: questa canzone è un ironico omaggio al rap italiano, con citazioni dello stile di Jovanotti, Articolo 31 e 99 Posse. La musica è stata composta da Faso, Rocco Tanica ed Elio, con testo di quest'ultimo. Il protagonista del video ufficiale è il batterista Christian Meyer, rarità nei video della band.
- Il Rock and Roll: questo brano è introdotto da Enrico Mentana in stile TG5, con la citazione dal famoso morso alla testa di un pipistrello da parte di Ozzy Osbourne. Due citazioni: Back in Black degli AC/DC e Bohemian Rhapsody dei Queen. La canzone fu scritta e composta principalmente da Elio, con alcune parti aggiunte da Cesareo. Sulla genesi della canzone, Elio racconta di averla scritta pensando al fatto che non era un chitarrista eccellente, e uno dei pochi generi che era in grado di suonare era appunto il rock'n roll, mentre altri generi citati nella canzone come la fusion e il jazz erano troppo complessi da suonare per lui, mentre altri generi più approcciabili come il rap o la techno non li apprezzava particolarmente. Cesareo racconta invece di aver aggiunto alcuni riff e accordi qua e là alla canzone sostanzialmente già messa su da Elio. Alcuni riff e l'assolo assomigliano a Hellraiser di Ozzy Osbourne.
- La bella canzone di una volta: questa canzone, composta da Rocco Tanica, ha come riferimento principale il Tango delle Capinere. L'introduzione, in stile Johnny Dorelli, è di Stefano Bollani. Per simulare il suono di un vecchio 78 giri in vinile suonato da un grammofono, Elio canta attraverso un bicchiere di carta, mentre Mangoni strofina un pezzo di carta sul microfono per riprodurre il rumore di fondo. Il brano è stato uno dei primissimi ad essere interamente composto e suonato in un DAW (Digital Audio Workstation) e per la prima volta negli EELST mixato direttamente dallo stesso.
- Che felicità: brano scritto e cantato da Giorgio Bracardi, con qualche intervento di Rocco Tanica nella stesura musicale, che sciorina tutto il suo vocabolario scurrile.
- Farmacista: è introdotta da un recitativo (Il signor speziale) e un andante (Un cliente come gli altri) cantati da un soprano, Elena Rossi, un basso, Simone Alberghini e un baritono, Massimiliano Gagliardo. È la prima canzone italiana aggiornata all'euro, ancor prima della sua circolazione. La musica fu composta per l'80% da Rocco Tanica, mentre il restante era opera di Cesareo.
- Bobbi Burrs (Baby Birds): cover di una canzone country americana, è un provino di Feiez.
- Nudo e senza cacchio: nel titolo si rifà a Nuda e senza seno di Alberto Fortis. C'è una citazione anche da Domenica è sempre domenica. È la seconda canzone italiana aggiornata all'euro. La musica in questo caso appartiene principalmente a Cesareo con contributi di Rocco Tanica.
- Mustasì: è un brano strumentale dedicato a Feiez. I mustasì o mostaccini sono dolci tipici di Crema, sua città natale. Questo brano, suonato "sotto voce" (per via del suo significato), è nato intorno a dei ritmi di batteria creati da Christian Meyer e alcuni accordi di Rocco Tanica, e tutti i membri del gruppo hanno contribuito con diverse percussioni, oltre al basso di Faso (fondamentale nella prima metà della canzone). La seconda parte, con un malinconico tema suonato al pianoforte, è stata composta interamente Rocco Tanica, al quale si aggiungono delle lunghe note della chitarra di Cesareo.
- Beatles, Rolling Stones e Bob Dylan: in questo brano sono presenti moltissime citazioni musicali da vari brani dei Beatles: Get Back, Two of Us, For You Blue, Dizzy, Miss Lizzy, Penny Lane, Here Comes the Sun, She Loves You, Yer Blues, I Should Have Known Better, Girl. La voce di Bob Dylan è criptata. Sono inoltre nominate altre canzoni dei baronetti (Yesterday, Ticket to Ride, From Me to You) e alcune dei Rolling Stones (Lady Jane, Jumpin' Jack Flash, Satisfaction). La canzone sembra riferirsi a un incontro reale avvenuto tra queste icone del rock. Il pezzo fu composto e messo su sostanzialmente da Elio.
- Caro 2000: è la canzone dedicata all'anno 2000. È introdotta da Paolo Limiti, nello stile che era solito proporre nelle sue trasmissioni nostalgiche. Limiti cita anche La notte pazza del conigliaccio di Alfredo Angeli. Si parla di Millennium bug e sentiamo parlare Bruno Longhi e Daria Bignardi, in un ipotetico zapping televisivo, mentre nel libretto sotto il testo si cita 2001: Odissea nello spazio. Musicalmente ci sono citazioni da Shine on You Crazy Diamond (part one) e Echoes dei Pink Floyd. Fu composta interamente da Rocco Tanica.
- Bacio: cantata e composta da Cesareo. In questo brano vengono fatte citazioni ad Another One Bites the Dust dei Queen, a Satisfaction dei Rolling Stones e a Smoke on the Water dei Deep Purple. Durante la canzone si sente un errore di Cesareo nel cantare, probabilmente non voluto, ma che alla fine si è preferito lasciare (come già accaduto in World Class Player, traduzione in inglese di Giocatore mondiale: Elio sbagliò accidentalmente a entrare in un ritornello). Alla fine c'è un pezzo accelerato della cavatina "Largo al factotum" da Il barbiere di Siviglia di Gioachino Rossini, modificata tagliando la sillaba -ro dalla parola "Figaro".
- Sogno o son desktop: in questa canzone, composta interamente da Rocco Tanica, la voce di Elio si ispira a quella di Nico Fidenco; nello stile ricorda anche un genere melodico romanesco che faceva capo al gruppo Teppisti dei sogni.
- Discomusic: nell'intro vi è una citazione da River People (nella sua versione Live contenuta nel disco 'Mr.Gone') dei Weather Report, il ritornello richiama Never Can Say Goodbye di Gloria Gaynor. È nominata anche Don't Let Me Be Misunderstood degli Animals (ripresa negli anni settanta da Leroy Gomez e i Santa Esmeralda). Nella strofa è presente una breve citazione parodiata da Grande, grande, grande (Io ti amo poi ti odio poi ti amo poi ti odio e poi ti apprezzo). Sono presenti anche riferimenti a John Travolta (e in maniera implicita al film La febbre del sabato sera) e, nel video del brano, al personaggio di Zorro. La musica fu composta da Faso e Rocco Tanica.
- Bis: È ispirata dalla musica di Ligabue, spesso preso in giro dal gruppo per la sua "autoreferenzialità" di brani come Tra Palco e realtà o Una vita da mediano. Infatti nella canzone, vengono citati, oltre agli stessi componenti del gruppo, anche i personaggi delle loro canzoni, ovvero: John Holmes (da John Holmes (una vita per il cinema)), la Donna Volante (da Carro), Supergiovane (da Supergiovane) ed il ballo del Pipppero®. Il gruppo sostiene di essere stato costretto a realizzare questa canzone, in quanto gli veniva sempre richiesta alla fine dei concerti, ma loro non l'avevano ancora scritta. Durante le esecuzioni dal vivo, la frase C'è Paolone che pensa alla fregna viene sempre accolta da uno scrosciante applauso del pubblico, in ricordo dello scomparso Feiez. Viene ricordato anche il loro incontro artistico con Carlos Santana avvenuto a Bologna durante una puntata del programma TV Taratata, condotto da Enrico Silvestrin. Il brano è stato ripescato dalle ghost track di Eat the Phikis, e fu composta da Cesareo, Elio e Rocco Tanica.
- Alla fine del disco, dopo qualche minuto di silenzio, c'è una ghost track che ricorda Alan's Psychedelic Breakfast dei Pink Floyd.

## Formazione
- Elio - voce
- Rocco Tanica - tastiera
- Cesareo - chitarra elettrica
- Faso - basso
- Christian Meyer - batteria
- Mangoni - artista a sé

Altri musicisti
- Mino Vergnaghi - cori in Evviva/, Caro 2000 e Disco Music
- Francesca Touré - cori in Evviva/, Caro 2000 e Disco Music
- Emanuela Cortesi - cori in Evviva/, Caro 2000 e Disco Music
- Elena Belfiore - voce lirica addizionale in Evviva/, coro lirico (mezzosoprano) in Il Sig.Speziale
- Daniele Comoglio - sax alto in Evviva/, La bella canzone di una volta, Che felicità, Caro 2000, Sogno o son desktop e Disco Music, sax tenore in Evviva/, Che felicità, Caro 2000 e Disco Music
- Vittorio Cosma - tastiera, cori
- Luca Mangoni - rapper in La visione, voce fuori campo in Bis
- Enrico Mentana - voce narrante in Il Rock and Roll
- Simone Alberghini - coro lirico (basso) in Il Rock and Roll, voce (basso) in Farmacista
- Massimiliano Gagliardo - coro lirico (baritono) in Il Rock and Roll, voce (baritono) in Farmacista
- Elena Rossi - coro lirico (soprano) in Il Rock and Roll, voce (soprano) in Farmacista
- Stefano Bollani - voce recitante in La bella canzone di una volta
- Max Costa - batteria jazz computerizzata in La bella canzone di una volta, orchestrina in Che felicità, orchestrona in Farmacista, suoni in Bobbi Burrs (Baby Birds), tastiere batteria e suoni in La Visione, La bella canzone di una volta, programmazione suoni e contributi in ogni altro brano.
- Demo Morselli - tromba e arrangiamento fiati in La bella canzone di una volta, Caro 2000 e Disco Music
- Ambrogio Frigerio - trombone in La bella canzone di una volta, Caro 2000 e Disco Music
- Giorgio Bracardi - voce in Che felicità
- Trio di Piadeena - cori in Che felicità
- Paolo Costa - basso elettrico in Farmacista e Beatles, Rolling Stones e Bob Dylan
- Feiez - voce narrante e banjo a voce in Bobbi Burrs (Baby Birds), ovetto, tamburello e shaker in Disco Music
- Zuffellato - mani in Beatles, Rolling Stones e Bob Dylan
- Paolo Limiti - voce narrante in Caro 2000
- Luca Merola - baci in Bacio
- Gianmario Bravo - baci in Bacio
- Francesca Portieri - baci in Bacio
- Curt Cress - batteria in Disco Music